# کریملی
کریملی (به ترکی استانبولی: Kırımlı) فیلم سینمایی ترکیه‌ای است در ژانر درام به کارگردانی «بوراک آرلیل»، محصول سال ۲۰۱۴ میلادی؛ این فیلم برگرفته از رمانی است که تجربه‌های دردآگین «جنگیز داجی: Cengiz Dağcı» را در جنگ جهانی دوم به رشته تحریر درآورده و درونمایه آن بر شالوده رنج اسیران «تاتار ترک‌تبار» بنیان نهاده شده که در اردوگاه‌های آلمان، به اسارت درآمده بودند. کریملی، نخستین‌بار در تاریخ ۱۲ دسامبر ۲۰۱۴ بر روی پرده‌های سینمای کشور ترکیه به نمایش درآمد.

## داستان
این فیلم سینمایی دربارهٔ دلاور ترک‌تباری است به نام صادق توران، اهل کریمه
نخستین سکانس فیلم، «صادق توران نوجوان» را در دهه بیست میلادی، هنگام فراگیری الفبای «روسی» در یکی از دبستان‌های اتحاد جماهیر شوروی به تصویر کشیده.
با گذر سال‌ها و آغاز جنگ جهانی دوم، «سادک» که به ارتش سرخ پیوسته، توسط آلمان‌ها، گروگان گرفته شده و به اردوگاه‌های کار اجباری فرستاده می‌شود ولی در روزگار اسارت، تصمیم به همکاریِ آلمان‌ها گرفته تا از معبر ایشان بتواند «کریمه» را آزاد سازد؛ او در یکی از سفرهای ماموریتی‌اش، با دوشیزه‌ای لهستانی به نام «ماریا» آشنا شده و به او دل می‌بندد. در حقیقت این «شناخت»، سرآغاز دگرگونی اندیشه و عزم راسخ «سادک» برای نبرد و مبارزه با آلمان‌هاست…

## بازیگران و شخصیت‌ها
| بازیگر             | شخصیت        | نقش  |
| ------------------ | ------------ | ---- |
| مراد ییلدیریم      | صادق توران   | اصلی |
| سلما ارگچ          | ماریا کوزچکی | اصلی |
| علی بارکن          | حلیل         | مکمل |
| باکی داوراک        | بآوئر        | مکمل |
| بولنت آلکش         | مصطفی        | مکمل |
| جوشی پیترس         | شولتز        | مکمل |
| سوآوی ارن          | گشتاپو       | مکمل |
| گلچین سانترجی‌اوغلو | آنِت          | مکمل |
| بورچ کومبتلی‌اوئلو  | کلچبای       | مکمل |